# Austin Film Critics Association
A Austin Film Critics Association é uma organização de críticos de cinema de Austin no Texas, Estados Unidos.
A AFCA dá, ao final de cada ano, prêmios para filmes lançados no mesmo ano. Um prêmio especial, o Austin Film Award, é dado anualmente ao melhor filme feito em Austin ou por um diretor da área de Austin.